# Комиссары (фильм)
«Комиссары» (укр. Комісари) — украинский советский чёрно-белый художественный фильм 1969 года режиссёра Николая Мащенко. Экранизация одноименной повести Юрия Либединского.
Премьера фильма на Украине состоялась в июле 1971 года.

## Сюжет
Действие фильма происходит в тяжёлом для страны 1921 году. Для построения молодого государства рабочих и крестьян, партия не жалеет своих самых преданных и пламенных бойцов и посылает испытанных большевиков на курсы комиссаров учиться хозяйствовать. Но недобитые банды, выступающие против порядка и государственности, готовятся к нападениям на город, где организованы курсы. Для того, чтобы умело отражать удары, бойцы учатся на специальных курсах. До и на самих курсах тоже не всё благополучно. Разные люди собрались здесь — и по-разному относятся они к новым задачам…

## В ролях
- Константин Степанков — Фёдор Лукачёв
- Иван Миколайчук — Григорий Громов
- Фёдор Панасенко— Иван Герасименко
- Борислав Брондуков — Дмитрий Коваль
- Владимир Скомаровский — Николай Смирнов
- Лариса Кадочникова — Шура, учительница
- Иван Гаврилюк — начальник комиссарских курсов
- Леонид Бакштаев — Дегтярёв / Михаил Кондрашов
- Михаил Голубович — Коцур, атаман
- Вилорий Пащенко — Михалёв, комиссар
- В. Пугачёв — эпизод
- Виктор Маляревич — комиссар
- Екатерина Брондукова — медсестра
- Николай Олейник — эпизод
- Игорь Милонов — белогвардеец
- Николай Гринько — Арефьев (нет в титрах)
- Александр Быструшкин — комиссар (нет в титрах)
- Николай Воронин — комиссар
- Александр Пархоменко — комиссар
- Владимир Талашко — Огнивцев, матрос
- Ирина Кихтёва — девушка на танцах
- Елена Фещенко — девушка на танцах
- Алексанр Короткевич — эпизод
- Анатолий Худолеев — Денисенко
- Александр Белина — эпизод

## Съёмочная группа
- Режиссер-постановщик: Николай Мащенко
- Сценаристы: Борис Тарасенко, Николай Мащенко
- Оператор-постановщик: Олег Мартынов
- Композитор: Иван Карабиц
- Художник-постановщик: Анатолий Добролежа
- Редактор: Надежда Орлова
- Директор картины Г. Чужой
- В фильме звучит песня Дмитрия и Даниила Покрассов на слова А. А. Суркова «То не тучи — грозовые облака»

## Награды
- Режиссёр Николай Мащенко стал лауреатом Премии Ленинского комсомола Украинской ССР имени Н. А. Островского за картины «Хочу верить», «Всюду есть небо» и «Комиссары» (1970)